# 시에라 매코믹
시에라 매코믹(Sierra McCormick, 1997년 10월 28일 ~ )은 미국의 배우이다.

## 출연 작품

### 영화
- 로스트 랜드: 공룡 왕국 (2009)
- 크리스마스를 구한 개 (2009, The Dog Who Saved Christmas Vacation)
- 라모너 앤 비저스 (2010)
- A Nanny for Christmas (2010)
- 썸 카인드 오브 헤이트 (2015)
- 더 배스트 오브 나이트 (2019)
- 브이에프더블유 (2019)

### 텔레비전
- 커브 유어 엔수지애즘 (2007-09)
- 보스턴 리걸 (2008)
- 수퍼내추럴 (2008)
- 크리미널 마인드 (2009)
- 탐정 몽크 (2009)
- 한나 몬타나 (2009)
- 고스트 & 크라임 (2010)
- CSI: 과학수사대 (2010)
- A.N.T. 영재 클럽 (2011-14)
- 제시 (2011-14)